# Takuma Edamura
Takuma Edamura (枝村 匠馬 Edamura Takuma?), född 16 november 1986 i Shizuoka prefektur, är en japansk fotbollsspelare.
Edamura började sin karriär 2005 i Shimizu S-Pulse. 2012–2013 blev han utlånad till Cerezo Osaka. 2014 blev han utlånad till Nagoya Grampus och Vissel Kobe. Han gick tillbaka till Shimizu S-Pulse 2015. Han spelade 254 ligamatcher för klubben. Efter Shimizu S-Pulse spelade han för Avispa Fukuoka och Tochigi SC.